# Friedrich Justin Bertuch

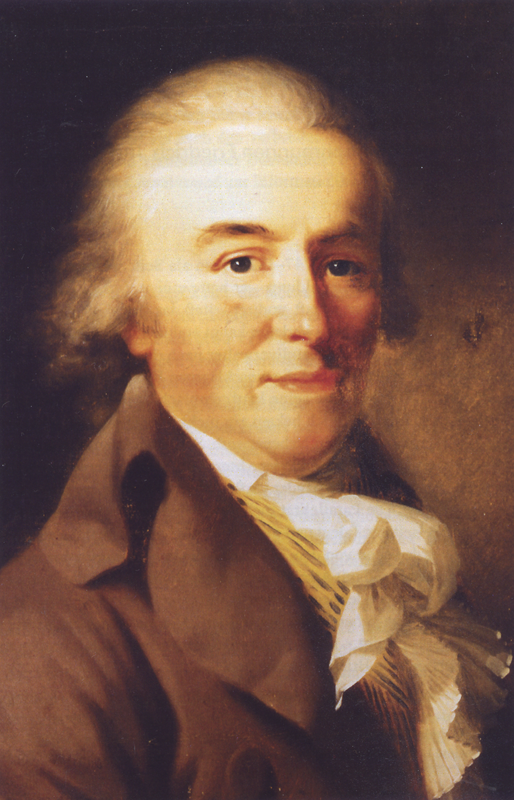
Retrato de Friedrich Justin Bertuch por Johann Friedrich August Tischbein (1796)

Friedrich Johann Justin Bertuch (30 de setembro, 1747 - Weimar, 3 de abril, 1822) foi um editor e escritor alemão.

## Obras
- Polyxena (1775)
- Bilderbuch für Kinder (1790)